# Хурезань – Хацег
Хурезань – Хацег – румунський газопровід, який сполучає Олтенію із заходом країни.
Традиційно головні запаси природного газу Румунії зосереджені в центральній частині країни, у Трансильванії, від проклали трубопровідні коридори на північ, схід, південь та захід країни. Крім того, доволі значні ресурси були виявлені в Олтенії (південний захід країни), звідки на схід прямує газотранспортний коридор Хурезань – Бухарест. Для забезпечення маневру ресурсом вихідний пункт останнього сполучили із завершальною частиною коридору Трансильванія – Захід, для чого проклали газопровід Хурезань – Хацег довжиною 138 км. Він має діаметр 500 мм та забезпечує бідирекціональний рух.
Варто відзначити, що Хурезань – Бухарест сполучений інтерконектором з болгарською ГТС (Джурджу – Русе), а Трансильванія – Захід має інтерконектор з Угорщиною (Арад – Сегед). Втім, незважаючи на наявність зазначених зв’язків, у 2010-х почали роботи за проектом BRUA (Болгарія – Румунія – Угорщина – Австрія), частина траси якого також проходить від Хурезані до Хацегу.